# Rewind (Benji & Fede)
Rewind è il quinto album in studio del gruppo musicale italiano Benji & Fede, pubblicato il 25 ottobre 2024 dall'etichetta Warner Music Italy.
Il progetto discografico ha esordito alla quarta posizione della classifica FIMI Album, oltre che alla prima posizione della Classifica FIMI Vinili.

## Descrizione
Il progetto discografico si compone di dodici tracce, scritte dallo stesso duo musicale con la collaborazione di diversi autori e produttori.

## Promozione

### Singoli
Il 7 giugno 2024 è stato pubblicato Musica animale come primo singolo estratto dall'album.
Il secondo singolo estratto dall'album, Estate punk, è stato pubblicato il 27 settembre 2024.
Il 18 ottobre 2024 è uscito Caro amico come terzo singolo estratto dall'album.
Il quarto singolo estratto dall'album, Daisy, è stato pubblicato il 29 novembre 2024.
Il 21 marzo 2025 è uscito Anni d'oro come quinto singolo estratto dall'album.

### Tour
Per promuovere il disco, il duo musicale è stato impegnato in tour che li ha visti esibirsi in vari festival musicali e nei club italiani e attraverso il Rewind Instore Tour, svoltosi dal 25 ottobre al 7 novembre 2024 da Milano a Modena.

## Tracce
1. Rewind – 3:04 (testo: Alessandro La Cava, Federico Rossi – musica: Francesco Catitti)
2. Che spettacolo – 2:48 (testo: Alex Andrea Vella, Andrea Bonomo, Benjamin Mascolo, Federico Rossi – musica: Simone Privitera)
3. Estate punk – 3:30 (testo: Federico Rossi, Gabriele Lerna, Michelangelo Vood – musica: Francesco Catitti, Gabriele Lerna, Michelangelo Vood)
4. Daisy – 3:04 (testo: Benjamin Mascolo, Federico Rossi, Giovanni Miani, Leonardo Pari – musica: Gianluigi Fazio)
5. Forte e chiaro – 2:42 (testo: Alex Andrea Vella, Andrea Bonomo, Benjamin Mascolo, Federico Rossi – musica: Simone Privitera)
6. Tiratardi – 3:05 (testo: Federico Rossi, Jacopo Angelo Ettore – musica: Giordano Cremona, Leonardo Grillotti, Eugenio Davide Maimone, Federico Mercuri)
7. 100mila – 2:22 (testo: Benjamin Mascolo, Fabio Pizzoli, Federico Rossi, Riccardo Speziali – musica: Alessandro Gemelli)
8. La festa più grande del mondo – 3:16 (testo: Federico Rossi, Michele Ronchetti – musica: Andrea Debernardi, Giacomo Pasutto, Giulio Nenna)
9. Stelle filanti – 3:09 (testo: Benjamin Mascolo, Fabrizio Fusaro, Federico Rossi – musica: Cesare Chiodo)
10. Musica animale – 3:02 (testo: Alessandro Merli, Benjamin Mascolo, Fabio Clemente, Federico Rossi, Tommaso Paradiso – musica: Alessandro Merli, Fabio Clemente, Stefano Tognini)
11. Telepatico – 2:41 (testo: Benjamin Mascolo – musica: Francesco Landi)
12. Caro amico – 2:44 (testo: Alessandro Caligaris, Benjamin Mascolo, Federico Rossi – musica: Stefano Tartaglini)

Tracce aggiuntive nell'edizione streaming
1. Anni d'oro – 3:18 (testo: Marco Paganelli, Riccardo Zanotti, Lorenzo Vizzini – musica: Marco Paganelli, Riccardo Zanotti)
2. Lettera 2024 – 3:47 (testo: Jacopo Angelo Èttore, Luca Valsiglio – musica: Simon Says!)
3. New York 2024 – 3:30 (testo: Benjamin Mascolo – musica: Simon Says!)

## Formazione
Gruppo
- Benjamin Mascolo – voce, chitarra
- Federico Rossi – voce

Produzione
- Alessandro Gemelli – produzione (traccia 7)
- Andrea Debernardi – produzione (traccia 8)
- Davide Marchi – registrazione (tracce 1-9, 11-12)
- Epystassi – produzione (traccia 12)
- Francesco "Katoo" Catitti – produzione (tracce 1, 3)
- Francesco Landi – produzione (traccia 11)
- Giacomo Pasutto – produzione (traccia 8)
- Giulio Nenna – produzione (traccia 8)
- Merk & Kremont (ITACA) – produzione (traccia 6)
- Niccolò Ramogida – mastering, missaggio (traccia 3)
- Simon Says! – produzione (tracce 2, 4-5, 7, 9-10)
- Steve Tarta – produzione (traccia 12)
- Valerio Neri – mastering, missaggio (traccia 3)

## Classifiche
| Classifica (2024) | Posizione massima |
| ----------------- | ----------------- |
| Italia            | 4                 |